# Hanyang Information & Communications
Hanyang Information & Communications (한양정보통신 en coréen), anciennement appelée HanYang System, est une fonderie typographique numérique sud-coréenne. Elle a notamment produit les polices d’écriture Dotum (en) et New Gulim (en) pour Microsoft.